# 古拉格57
《古拉格57》（英語：The Secret Speech）是英國作家湯姆·羅伯·史密斯的著的犯罪小說，於2009年推出，是《第44個孩子》的續作。

## 故事簡介
李奧偵破了連環兇手案後，向政府要求成立專門調查兇手案的獨立部門，政府滿足了他的要求，並讓他領導這個部門。李奧與瑞莎重歸於好，又收養了兩個曾被李奧調查的疑犯的女兒為養女，生活看似一切安好。時間就這樣過了數年，赫魯曉夫發表了關於個人崇拜及其後果的演說，秘密警察成為了復仇的目標，李奧的大女左雅被人捉了。犯案者自稱'法老'，是過去被李奧拘捕的政治犯之一。法老要求李奧拯救她的丈夫，李奧與涅斯特洛夫只好潛入古拉格。李奧成功救出了法老的丈夫，但法老根本志不在此，只希望摧毀李奧的家庭。法老帶了左雅到匈牙利協助蘇聯建立共產主義，於是李奧只好追到匈牙利帶左雅回家。